# El-Arbí Habábí
El-Arbí Habábí (arabul: العربي حبابي); Huríbka, 1967. augusztus 12. –) marokkói válogatott labdarúgó.

## Pályafutása

### Klubcsapatban
1992 és 1997 között az OC Huríbka csapatában játszott. Az 1997–98-as szezonban a tunéziai Étoile du Száhel játékosa volt.

### A válogatottban
1989 és 1997 között 28 alkalommal játszott a marokkói válogatottban és 5 gólt szerzett. Részt vett az 1994-es világbajnokságon, ahol a Belgium, a Szaúd-Arábia és a Hollandia elleni csoportmérkőzéseken kezdőként lépett pályára.